# Seo Ji-hye
Seo Ji-hye (hangeul: 서지혜; 24 agosto 1984) è un'attrice sudcoreana.
È laureata in Recitazione e Regia nei Media all'Università di Sungkyunkwan. Dopo aver attratto l'attenzione con il film horror Yeogo goedam 4 - Moksori (Voice), inizia ad apparire in numerosi drama coreani, quali Shin Don (2005), Over the Rainbow (2006), Saranghae (I Love You, 2008), 49il (49 Days, 2011) e Byeoldo daldo ttajolge (The Moon and Stars for You, 2012).

## Filmografia

### Cinema
- Yeogo goedam 4 - Moksori (여고괴담 4: 목소리), regia di Choi Ik-hwan (2005)
- Sangsabu-ilche (상사부일체), regia di Shim Seung-bo (2007)
- Seoseo janeun namu (서서 자는 나무), regia di Song In-sun (2010)
- Susanghan gogaekdeul (수상한 고객들), regia di Jo Jin-mo (2011)

### Televisione
- All In (올인) – serie TV (2003)
- Pokpung sog-euro (폭풍 속으로) – serie TV (2004)
- Kyeolhonhago sip-eun yeoja (결혼하고 싶은 여자) – serie TV (2004)
- Hyeongsunim-eun yeor-ahop (형수님은 열아홉) – serie TV (2004)
- Geunyeoga dor-a-wattda (그녀가 돌아왔다) – serie TV (2005)
- Shin Don (신돈) – serie TV (2005-2006)
- Over the Rainbow (오버 더 레인보우) – serie TV (2006)
- Hyang-dan jeon (향단전), regia di Kim Sang-ho – miniserie TV, 2 puntate (2006)
- Saranghae (사랑해) – serie TV (2008)
- Chunjane gyeongsananne (춘자네 경사났네) – serie TV (2008)
- Kim Su-ro (김수로) – serie TV (2010)
- 49il (49일) – serie TV [2011)
- Byeoldo daldo ttajulge (별도 달도 따줄게) – serie TV (2012)
- Gwibu-in (귀부인) – serie TV (2014)
- Punch (펀치) – serie TV (2014-2015)
- Jiltu-ui hwasin (질투의 화신) – serie TV (2016)
- Crash Landing on You (사랑의 불시착?, Sarangui bulsichakLR) – serie TV (2020)
- Jeonyeok gach-i deusillae-yo (저녁 같이 드실래요?) – serie TV (2020)
- Dr. Brain (Dr. 브레인), regia di Kim Jee-woon – miniserie TV (2021)
- Adamas (아다마스) – serie TV (2022)
- Kiss Sixth Sense (키스 식스 센스) – serie TV (2022)
- Going to You at a Speed of 493km (너에게 가는 속도 493km?, Neo-ege ga-neun sokdo 493kmLR) – serie TV (2022)
- Eojjeoda majuchin, geudae (어쩌다 마주친, 그대?) – serie TV (2023)
- Love Next Door 엄마친구아들?, Eommachin-gu-adeulLR) – serie TV (2024)

## Videografia
Seo Ji-hye è apparsa nei seguenti videoclip:
- "Stars" di Taemu (2002)
- "The Snow Is Falling" di Taemu (2002)
- "붙잡고 싶어질테니까" di Eunhuul (2005)
- "I Love You" dei Fly to the Sky (2007)
- "The Day I Miss You" di Park Sang-min (2009)

## Riconoscimenti
| Anno | Premio           | Categoria                                    | Opera nominata         | Risultato       |
| ---- | ---------------- | -------------------------------------------- | ---------------------- | --------------- |
| 2005 | MBC Drama Awards | Best New Actress                             | Shin Don               | Vincitore/trice |
| 2011 | SBS Drama Awards | Excellence Award, Actress in a Drama Special | 49il                   | Candidato/a     |
| 2012 | KBS Drama Awards | Excellence Award, Actress in a Daily Drama   | Byeoldo daldo ttajolge | Vincitore/trice |

## Doppiatrici italiane
Nelle versioni in italiano delle opere in cui ha recitato, Seo Ji-hye è stata doppiata da:
- Perla Liberatori in Dr. Brain